# والاس ریج، لوئیزیانا
والاس ریج (به انگلیسی: Wallace Ridge) شهری در ایالت لوئیزیانا کشور ایالات متحده آمریکا است که جمعیت آن در سرشماری سال ۲۰۱۰ میلادی، ۷۱۰ نفر بوده‌است.